# Metaphilosophie
Metaphilosophie (von altgriechisch μετά + φιλοσοφία der Philosophie nachfolgend oder sich auf die Philosophie beziehend) bezeichnet Forschungsprogramme, welche die Voraussetzungen und die Natur der Philosophie wie auch philosophischer Konzepte, Probleme und Lösungsversuche untersuchen.

## Geschichte
Unter der Bezeichnung „Metaphilosophie“ werden seit Mitte des 20. Jahrhunderts Ansätze zu einer Wissenschafts- oder Metatheorie der Philosophie diskutiert, die zuvor nur innerhalb abgegrenzter Themenbereiche der Philosophie betrachtet wurden. Das Aufkommen der Metaphilosophie als Disziplin kann als Reaktion auf die zeitgenössische Metaphysikkritik und Wissenssoziologie verstanden werden. Metaphilosophische Argumente werden seitdem in allen philosophischen Strömungen verwendet. Sie sind allerdings ein stilbildendes Merkmal von Vertretern der philosophischen „Postmoderne“.
Laut Jürgen Mittelstraß (Konstanz) ist der philosophische Bezug auf (die) Einzelwissenschaften wortprägend. Dabei benennt Mittelstraß als „Wissenschaftliches Organ“ (nur) die englischsprachige Publikation Metaphilosophy und verweist zur weiteren Literatur auf den Artikel Philosophie in der von ihm herausgegebenen Enzyklopädie.
Das Historisch-kritische Wörterbuch des Marxismus (InkriT 2018) betont zunächst in Absetzung von Metaphysik und Metatheorie den Bezug auf Aristoteles: „Das ‚Meta‘ in Metaphilosophie bezieht sich vielmehr kritisch abgrenzend auf Aristoteles, der selber von der Ersten Philosophie (πρώτη φιλοσοφία) spricht.“

## Hauptstreitpunkte
Zu den systematischen Fragen der Metaphilosophie zählen u. a.:
- Hat die Philosophie einen bestimmten Gegenstandsbereich, der von den Bereichen der Einzelwissenschaften abgrenzbar ist?
- Ist die Philosophie eine Wissenschaft?
- Welche Aufgabe hat die Philosophie?
- Welche Art von Sprache spricht die Philosophie oder sollte sie sprechen?
- Hat die Philosophie eine oder mehrere erkenntnisleitende Methoden, die für sie spezifisch sind?
- Gibt es eine Rahmentheorie für sämtliche philosophischen Einzeluntersuchungen?

Es hat verschiedene Versuche gegeben, etwa die Begriffsanalyse, das transzendentale Argument, das Gedankenexperiment (Gedankenspiel) oder die Intuition als philosophische Methoden klar zu definieren oder traditionell unübliche quantitative und empirische Methoden in die Philosophie zu integrieren bzw. als grundlegende Methodiken zu reklamieren. Diese methodologischen Debatten werden nach wie vor kontrovers geführt.
Um den Rang einer allgemeinen Rahmentheorie (Theorierahmen) konkurrieren in metaphilosophischen Debatten z. B. der Naturalismus, der Pragmatismus oder der Kritische Rationalismus. Es ist eine Teilaufgabe der Metaphilosophie, solche Rahmentheorien von historischen Äußerungen zu lösen, klar gegeneinander abzugrenzen und ihren erwartbaren Ertrag zu vergleichen.
Da die systematische Diskussion dieser Fragen teils noch relativ jung ist, haben sich für einzelne Teilgebiete der Metaphilosophie bisher kaum allgemeingebräuchliche Bezeichnungen etabliert, mit Ausnahme derjenigen, die sich auf etablierte Einteilung der philosophischen Disziplinen beziehen: Metaethik, Metaontologie und Metaphysik.

### Überblicksdarstellungen und Bibliographien
- Nicholas Joll: Contemporary Metaphilosophy. In: James Fieser, Bradley Dowden (Hrsg.): Internet Encyclopedia of Philosophy.
- Henri Lefèbvre, Metaphilosophie - Prolegomena (frz. Original)
- Aufsätze zur Metaphilosophie bei philpapers
- Peter Suber, Metaphilosophy Themes and Questions - A Personal List (Memento vom 3. August 2011 im Internet Archive) (englisch)
- A. Kauppinen: The Rise and Fall of Experimental Philosophy (Memento vom 5. August 2011 im Internet Archive), Revised draft, 7. Juli 2006 (PDF)
- Philip Pettit: Existentialism, Quietism and the Role of Philosophy (PDF-Datei; 3,54 MB), in: Brian Leiter (Hrsg.): The Future for Philosophy, Oxford University Press, Oxford 2004, S. 304–27.

### Weiterführend
- Historisches Wörterbuch der Philosophie online, Art. Metakritik

### Rezensionen
- Arthur W. Collins über Paul G. Horwich's Wittgenstein's Metaphilosophy